# Stenodynerus hybogaster
Stenodynerus hybogaster är en stekelart som beskrevs av Richard Mitchell Bohart 1966. Stenodynerus hybogaster ingår i släktet smalgetingar, och familjen Eumenidae. Inga underarter finns listade i Catalogue of Life.